# Łożyska sterowe

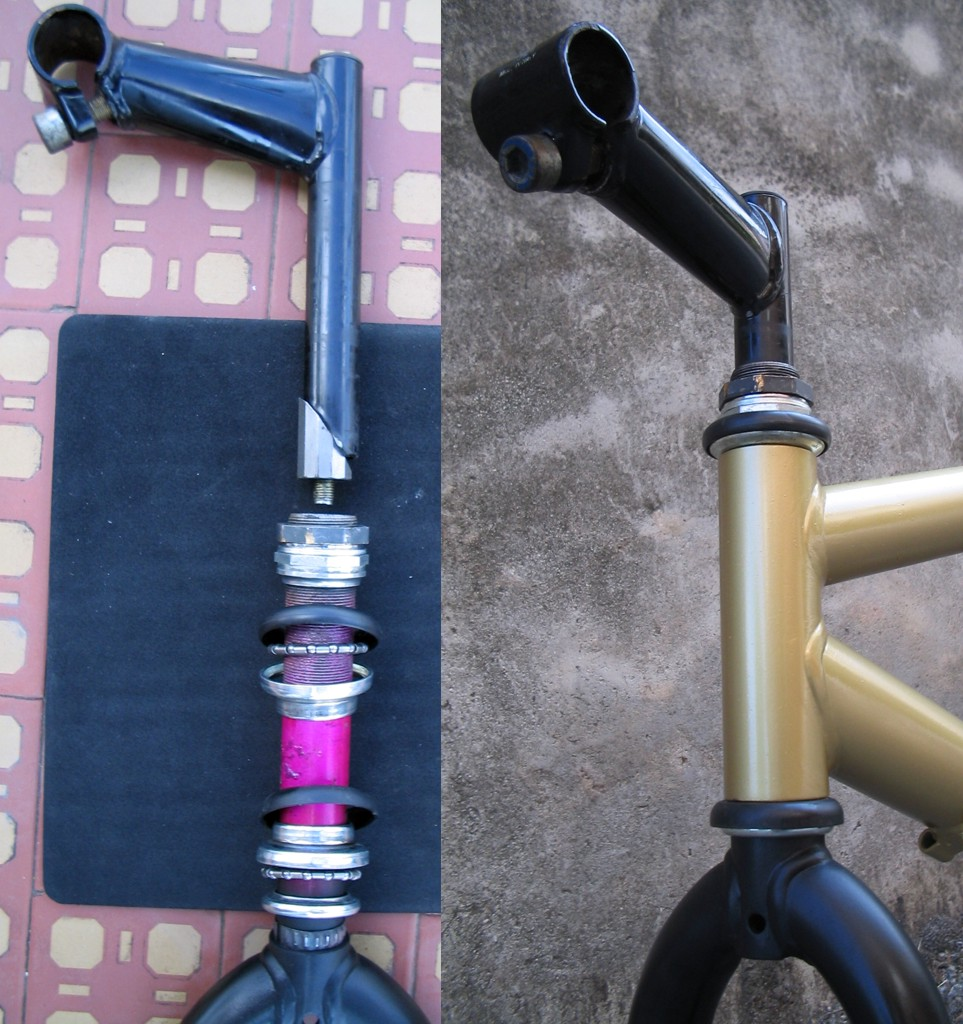
Klasyczne stery

Łożyska sterowe (łożyska sterów) – w rowerze łożyska ułatwiające obrót widelca rowerowego wraz z kierownicą względem ramy.
Konstrukcja łożysk jest uwarunkowana typem sterów. Tak jak w przypadku innych części rowerowych istnieją różne ich rodzaje:
- klasyczne (gwintowane),
- a-head,
- Stery zintegrowane (Drop-In),
- Stery półzintegrowane (ZeroStack)
- Stery typu „tapered”

Stery mogą być wyposażone zarówno w łożyska kulkowe, jak i w łożyska igiełkowe.